# Ikšķile
Ikšķile, även känd som Yxkull på svenska, är en tätort i Lettland. Ikšķile ligger vid floden Daugava, cirka 30 km uppströms Riga.

## Namn
Ortnamnet härstammar från liviskan och betyder "Enby"; med räkneordet ”en” (synonym till ”ett”).[källa behövs] Förleden är släkt med orden på estniska och finska för talet ett: 'üks' och 'yksi', efterleden med resp. 'küla' och 'kylä' (fi: ykskylä).
Ikšķile har följande namn på olika språk: 
- Ikesola (latin)
- Üxküll (tyska)
- Üksküla (estniska)
- Uxkull (franska)
- Yxkull (svenska)

## Historia
Ikšķile var den äldsta kända missionsorten i nuvarande Lettland. På 1180-talet börjar tyska katoliker missionera i Livland och 1186 utnämns augustinermunken Meinard till biskop i området, med säte i Ikšķile, av ärkebiskopen i Bremen. Efter Meinards död 1197, övertar Berthold ämbetet men sägs ha mördats av den livländske hövdingen Imaut. Nästa biskop heter Albert (Albert von Buxtehövden enligt vissa källor) och anländer 1199 med ett antal korsriddare ombord på 23 skepp. Han flyttar 1201 sitt biskopssäte till Riga.
I Ikšķile finns ruinerna av en medeltida borg kvar, vilken på medeltiden kallades  "castrum Ykescolense". Den tillhörde släkten Yxkull (som efter borgen kallade sig "de Ykeskola") som senare fick svensk anknytning, genom Karl IX:s hovmarskalk Wollmar Yxkull vilken givit namn till bland annat Wollmar Yxkullsgatan på Södermalm i Stockholm.
Ikšķile intogs av svenskarna kort efter Rigas erövring 1621, och där började de sedan anlägga en skans. 1627-28 var Ikšķile besatt av polackerna under Gosiewski. På Örnehufwudhs tillskyndan uppfördes sedan en större fältskans vid Ikšķile, som var en viktig övergångspunkt över Düna.
Under första världskriget februari-juli 1916 var Ikšķile, där ryssarna anlagt ett brohuvud, skådeplatsen för ofta upprepade väldiga artilleristrider. 10 januari 1917 utkämpades nordväst om Ikšķile åter en strid. Den 2 och 9 september samma år började tyskarna gå över Düna vid Ikšķile.